# Пономарёв, Григорий Игоревич
Григо́рий И́горевич Пономарё́в (род. 18 июля 1995 года, Кемерово, Россия) — российский боец ММА, а также профессиональный регбист, игрок команды «Металлург».

## Биография
С ранних лет пробовал себя в разных видах единоборств: карате, самбо, тайский бокс, вольная борьба. В 2017 году стал чемпионом России по панкратиону, в дальнейшем был приглашен на сборы в Старый Оскол, где попал в команду «Fedor Team». В конце ноября 2018 года стал серебряным призёром Чемпионата мира по смешанным единоборствам проходившем в Бахрейне. В 2019 выиграл Кубок России — 2019 по самбо. В дальнейшем выступает в любителях по ММА.

### Профессиональное ММА
В конце 2020 года состоялся дебют Григория в профессионалах в лиге AMC Fight Nights. Его первый соперник — боец из Казахстана Шахмарал Джеписов. Бой завершился нокаутом казаха в первом раунде. Следующий соперник — Тимофей Мишев (победа нокаутом в первом раунде). Бой с ним прошел 16 марта 2021 года.

#### Карьера в регби
Спустя две недели после победы над Мишевым, было объявлено о подписании Григорием контракта с профессиональной командой по регби «Металлург». По словам Пономарёва он неоднократно пересекался с регбистами в залах, где они присматривались друг к другу. Главный тренер пригласил игрока на тренировки, Григорию понравилось и в итоге решили посотрудничать.

#### Первое поражение
21 сентября 2021 года прошел финал Гран-при «Больше — круче» AMC Fight Nights & Донской Атаман в котором клетку делили Григорий Пономарёв и Шамиль Газиев. 140-килограммовый Пономарев считался фаворитом противостояния и подходил к нему с рекордом 2-0. Бой не изобиловал техническими и тактическими элементами, а очень быстро скатился до уровня драки. Бойцы быстро устали и уже с середины первого раунда бились скорее на инстинктах. Тем интереснее для публики, приходившей в восторг от рубки между гигантами. Но если в начале преимуществом владел Пономарёв, то с течением времени оно перешло к Газиеву. Тот очень грамотно провёл отрезок у сетки, не только измотав Григория, но и всадив ему в голову несколько мощных коленей и локтей. На вторую пятиминутку Пономарёва и вовсе не хватило. Было заметно, что он с трудом держится на ногах, а удары уже не обладают прежней силой. В итоге, всё решилось в клинче. Газиев три раза подряд пробил коленом в висок сопернику, после чего добил его у сетки. Тот оказался в стоячем нокауте и заставил рефери вмешаться. Шамиль одержал свою шестую победу подряд и получил бонусные 500 тысяч рублей от Камила Гаджиева.
20 декабря 2021 года в Минске на турнире AMC Fight Nights 107 победил дебютанта Алирезу Сафару ТКО в первом раунде. С самого начала поединка Григорий ринулся в атаку. Трижды россиянин провел тэйкдауны, после которых включался в активную работу, нанося по голове соперника акцентированные удары с обоих рук. В один из моментов рефери принял решение остановить это одностороннее избиение.
22 января 2022 года в главном событии AMC Fight Nights 108 нокаутировал в первом раунде Алисона Висенте 25-21. Пономарев сначала провел тэйкдаун и перевел своего соперника в партер, где забрав спину стал засыпать его мощнейшими ударами с обоих рук. В итоге, рефери остановил поединок на третьей минуте бое, объявив победу ТКО в пользу Пономарева.

#### Бой за титул AMC Fight Nights
25 марта 2022 года AMC Fight Night 110. В главном бою за титул чемпиона встречались Григорий Пономарев 4-1 и Юсуп Шуаев 7-1. Первый раунд получился довольно равным, но с небольшим преимуществом Пономарева. Второй раунд проходил более активно, ближе к концу раунда Григорий занял позицию маунт. Через некоторое время рефери принял крайне спорное решение вернуть бойцов в стойку, несмотря на то, что Пономарев был в доминирующей позиции. В стойке стало заметно, что Шуаев выглядит заметно свежее соперника, тогда как Пономарев пропускал все больше ударов. Вскоре Шуаев нанес точный правый боковой, отправив Григория в глубокий нокаут. После этого в клетку выбежала толпа болельщиков Шуаева, едва не затоптав лежащего без сознания Пономарева.

#### Реванш с Юсупом Шуаевым
14 октября 2022 года в Сочи состоялось шоу AMC Fight Nights 115, в главном бою которого чемпион организации Юсуп Шуаев проводил реванш с Григорием Пономаревым. После небольшой разведки в стойке Пономарев перевел соперника в партер, где стал атаковать тяжелыми ударами. Шуаев неудачно попытался встать, отдал спину, после чего Пономарев завершил бой, проведя удушающий сзади. После окончания боя Шуаев отметился неспортивным поведением, показывая неприличные жесты сопернику и кидая посторонние предметы.

#### 3 бой с Шуаевым
18 марта 2023 года в Ульяновске состоялся турнир AMC Fight Nights 119, где главным событием шоу стал бой за титул чемпиона организации между действующим чемпионом Григорием Пономаревым и претендентом в лице Юсупа Шуаева. Бой завершился уже в первом раунде, после того как Пономарев довел до цели мощнейшую атаку справа и отправил Шуаева в нокаут.

### Переход в лигу ACA
27-летний чемпион организации AMC Fight Nights в тяжелом весе Григорий Пономарев подписал контракт с лигой ACA

#### Гран-При в тяжелом весе. Бой с Вахаевым
Бой прошел в со главном событии вечера 11 августа 2023 года на ACA 161. Пономарёв начал бой с двух тяжёлых попаданий. Вахаев жестким Лоу-Киком попал в колено, после этого Григорий попытался спастись борьбой, но вывихнул колено. Таким образом, была объявлена победа техническим нокаутом в пользу Вахаева, который прошел в полуфинал гран-при, где должен был сразится с Кириллом Корниловым, но так же в конце января 2024 года получил травму и выбыл.

## Статистика в профессиональном ММА
| Боёв 9          | Побед 6 | Поражений 3 |
| --------------- | ------- | ----------- |
| Нокаутом        | 5       | 3           |
| Сдачей          | 1       | 0           |
| Решением        | 0       | 0           |
| Не состоявшихся | 0       | 0           |

| Результат | Рекорд | Соперник          | Способ                             | Турнир                                             | Дата             | Раунд | Время | Место               | Примечание                                    |
| --------- | ------ | ----------------- | ---------------------------------- | -------------------------------------------------- | ---------------- | ----- | ----- | ------------------- | --------------------------------------------- |
| Поражение | 6-3    | Мухомад Вахаев    | Технический нокаут (травма колена) | ACA 161                                            | 11 августа 2023  | 1     | 0:35  | Москва, Россия      | Четвертьфинал гран-при ACA в тяжёлом весе     |
| Победа    | 6-2    | Юсуп Шуаев        | Технический нокаут (удары)         | AMC Fight Nights 119                               | 18 марта 2023    | 1     | 2:07  | Ульяновск, Россия   | Защитил (1) титул чемпиона AMC в тяжёлом весе |
| Победа    | 5-2    | Юсуп Шуаев        | Удушающий приём (сзади)            | AMC Fight Nights 115                               | 14 октября 2022  | 1     | 4:03  | Сочи, Россия        | Завоевал титул чемпиона AMC в тяжёлом весе    |
| Поражение | 4-2    | Юсуп Шуаев        | Технический нокаут (удары)         | AMC Fight Nights 110                               | 25 марта 2022    | 2     | 4:51  | Астрахань, Россия   | Бой за титул чемпиона AMC в тяжёлом весе      |
| Победа    | 4-1    | Алисон Висенте    | Технический нокаут (удары)         | AMC Fight Nights 108                               | 28 января 2022   | 1     | 1:22  | Красногорск, Россия |                                               |
| Победа    | 3-1    | Алиреза Сафара    | Технический нокаут (удары)         | AMC Fight Nights 107                               | 20 декабря 2021  | 1     | 3:29  | Минск, Беларусь     |                                               |
| Поражение | 2-1    | Шамиль Газиев     | Технический нокаут (удары)         | AMC Fight Nights: Донской атаман                   | 24 сентября 2021 | 2     | 0:38  | Сочи, Россия        |                                               |
| Победа    | 2-0    | Тимофей Мишев     | Технический нокаут (удары)         | AMC Fight Nights: турнир памяти Владимира Воронова | 16 марта 2021    | 1     | 0:43  | Москва, Россия      |                                               |
| Победа    | 1-0    | Шахмарал Джеписов | Технический нокаут (удары)         | AMC Fight Nights 99                                | 25 декабря 2020  | 1     | 1:43  | Москва, Россия      | Дебют в ММА                                   |